# Пащенкове
Па́щенкове — село в Україні, у Миколаївській селищній громаді Сумського району Сумської області. Населення становить 113 осіб. До 2016 орган місцевого самоврядування - Миколаївська селищна рада.
Біля села проходить залізнична гілка.

## Географія
Село Пащенкове розташоване на лівому березі річки Вир, вище за течією примикає селище Миколаївка, нижче за течією примикає село Стрільцеве (Стрільці), на протилежному березі - села Гостинне та Самара.

## Клімат та природа
Клімат помірно континентальний. Зима прохолодна, літо не спекотне. Середня температура липня +19 °C, січня −7,5 °C. Максимум опадів випадає влітку у вигляді дощів. 
У селі Пащенкове переважають чорноземи та сірі лісові ґрунти.
Рослинний світ представлений дубом звичайним, липою серцелистою, березою повислою, кленом ясенолистим, бузиною чорною. Серед трав'янистих рослин переважають: пирій повзучий, пирій безкореневищний, конюшина лучна, конюшина повзуча, конюшина польова, люцерна посівна, звіробій звичайний, сокирки польові, тимофіївка лучна, грястиця збірна, кропива собача, кропива дводомна, горошок мишачий, деревій звичайний, кульбаба лікарська, валеріана лікарська.

## Історія
Село постраждало внаслідок геноциду українського народу, проведеного урядом СССР 1923-1933 та 1946-1947 роках[джерело?].
12 червня 2020 року, відповідно до розпорядження Кабінету Міністрів України № 723-р «Про визначення адміністративних центрів та затвердження територій територіальних громад Сумської області», село увійшло до складу Миколаївської селищної громади.
19 липня 2020 року, в результаті адміністративно-територіальної реформи та ліквідації Білопільського району, село увійшло до складу новоутвореного Сумського району.

## Економіка
- Молочно-товарна ферма.

## Відомі люди
В цьому селі народився та провів дитинство та юність талановитий художник Шуліко Петро Степанович.

## Галерея

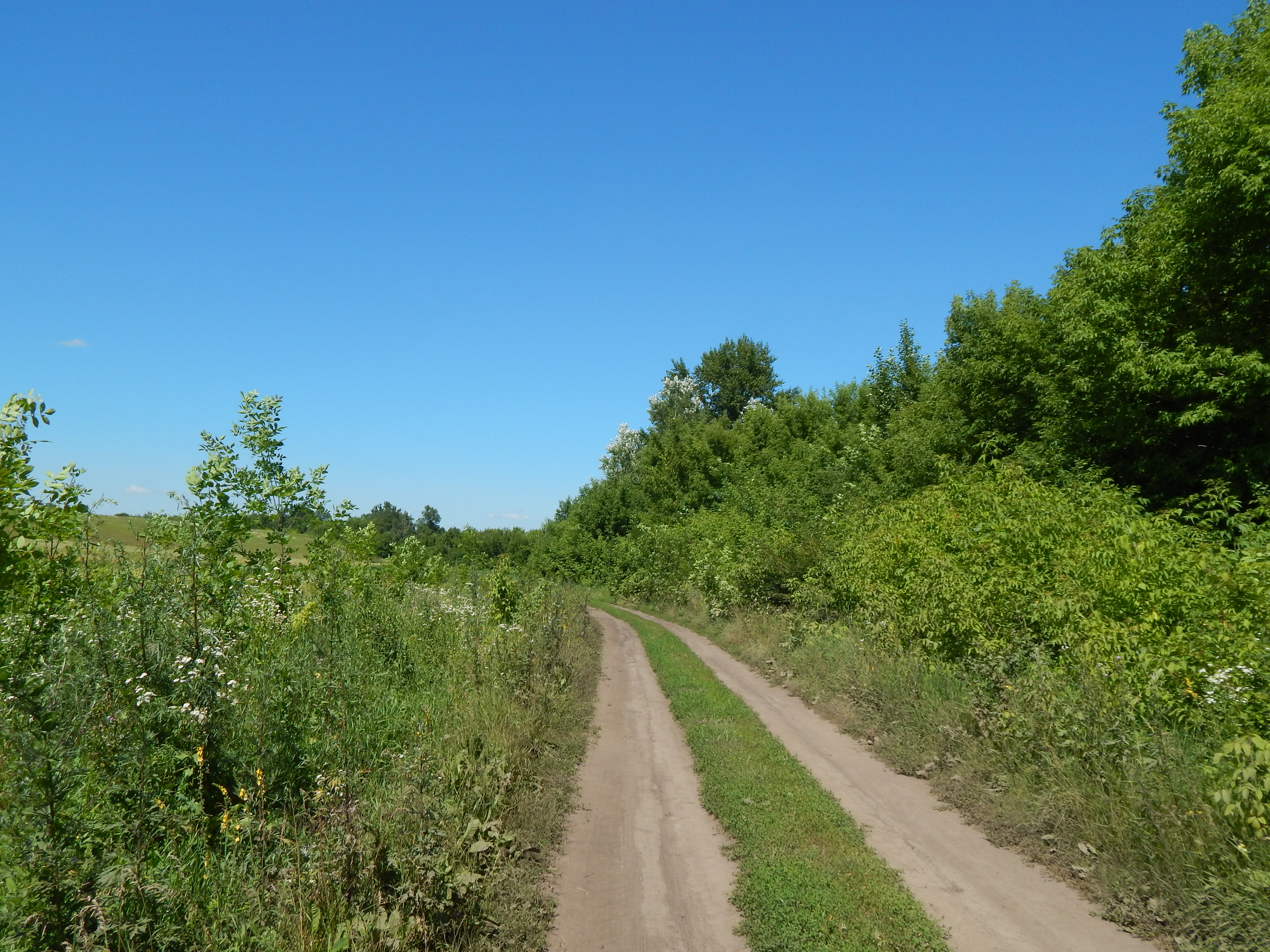
Дорога в селі Пащенкове
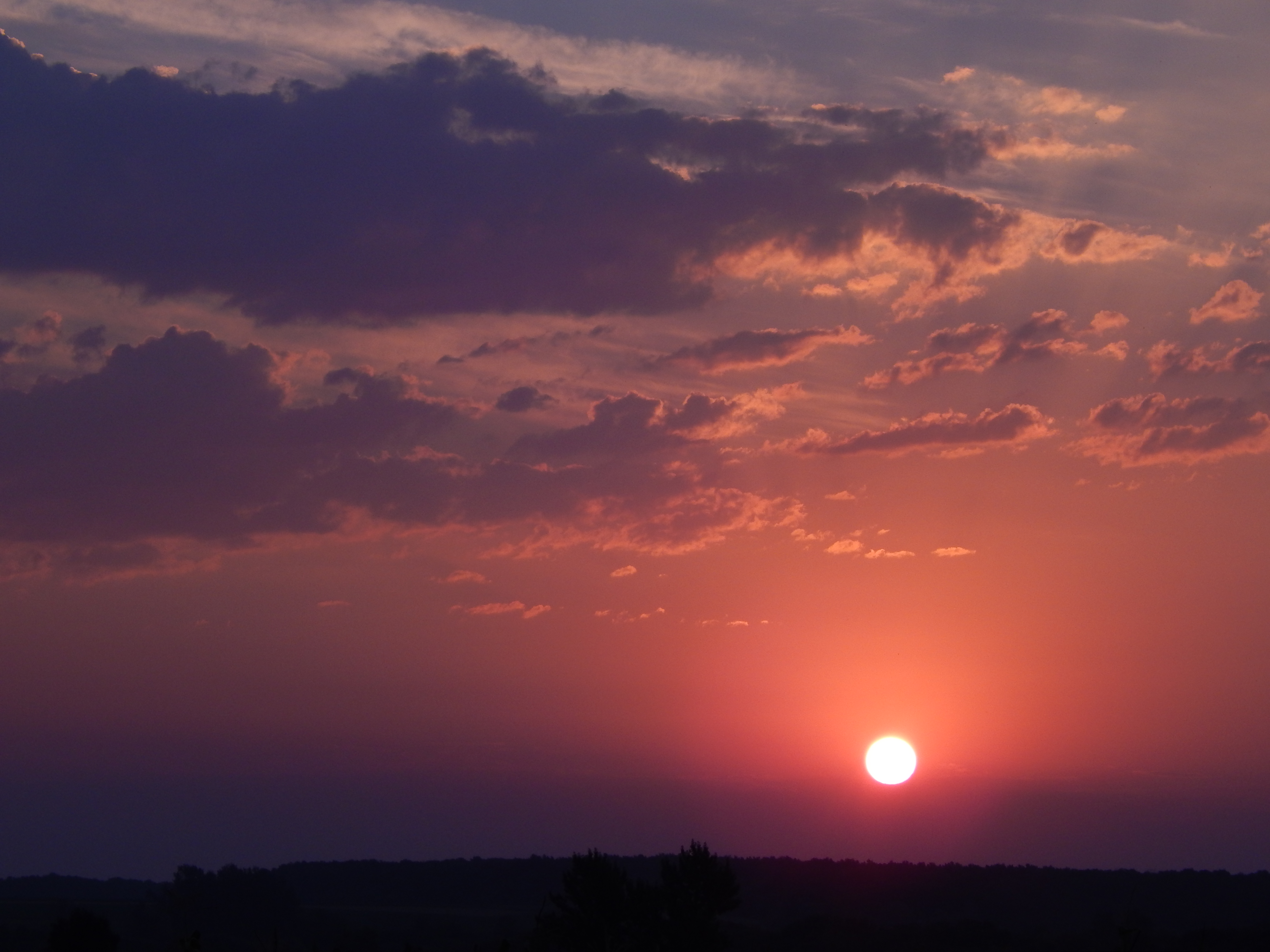
Захід сонця
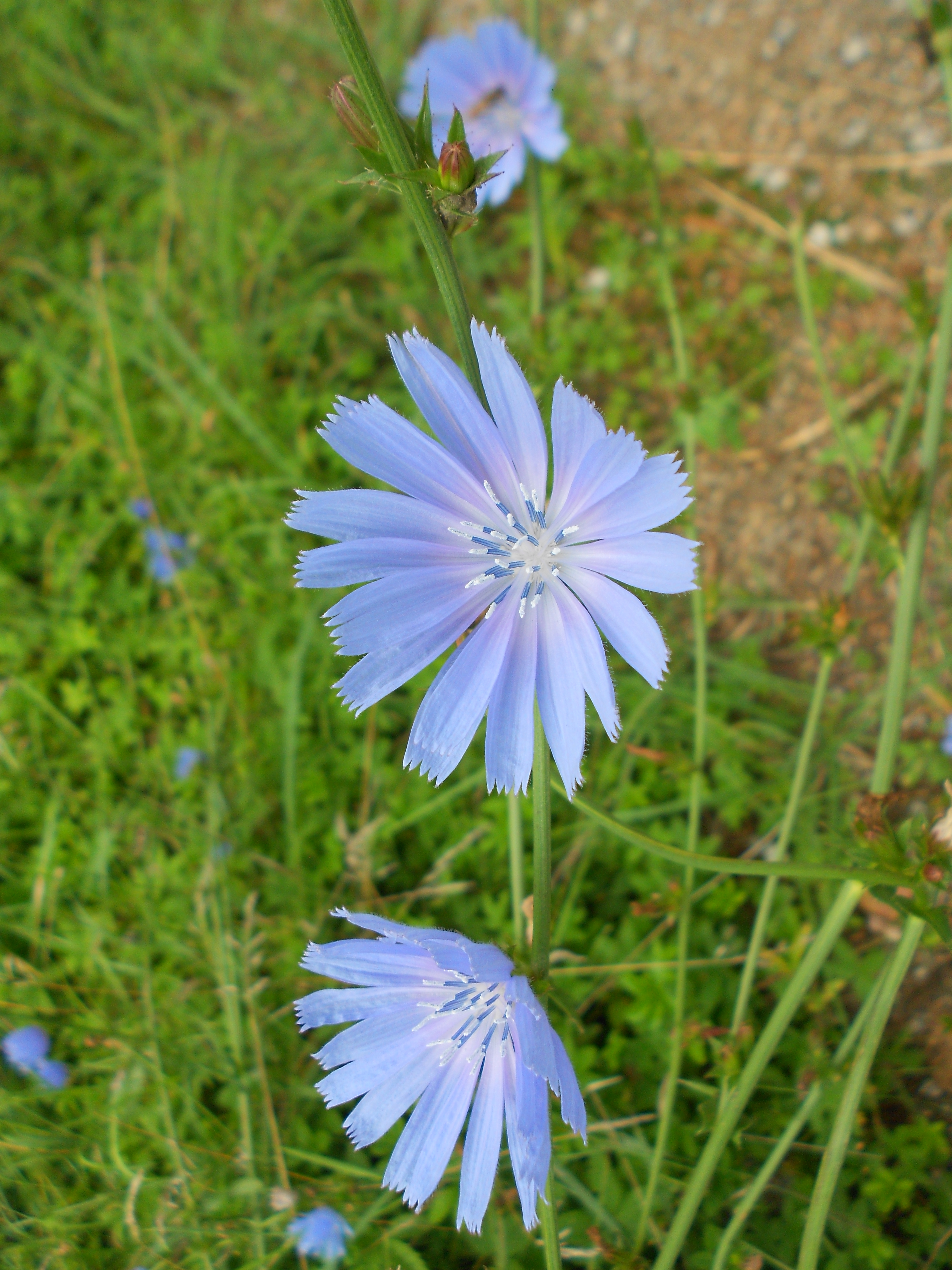
Цикорій дикий
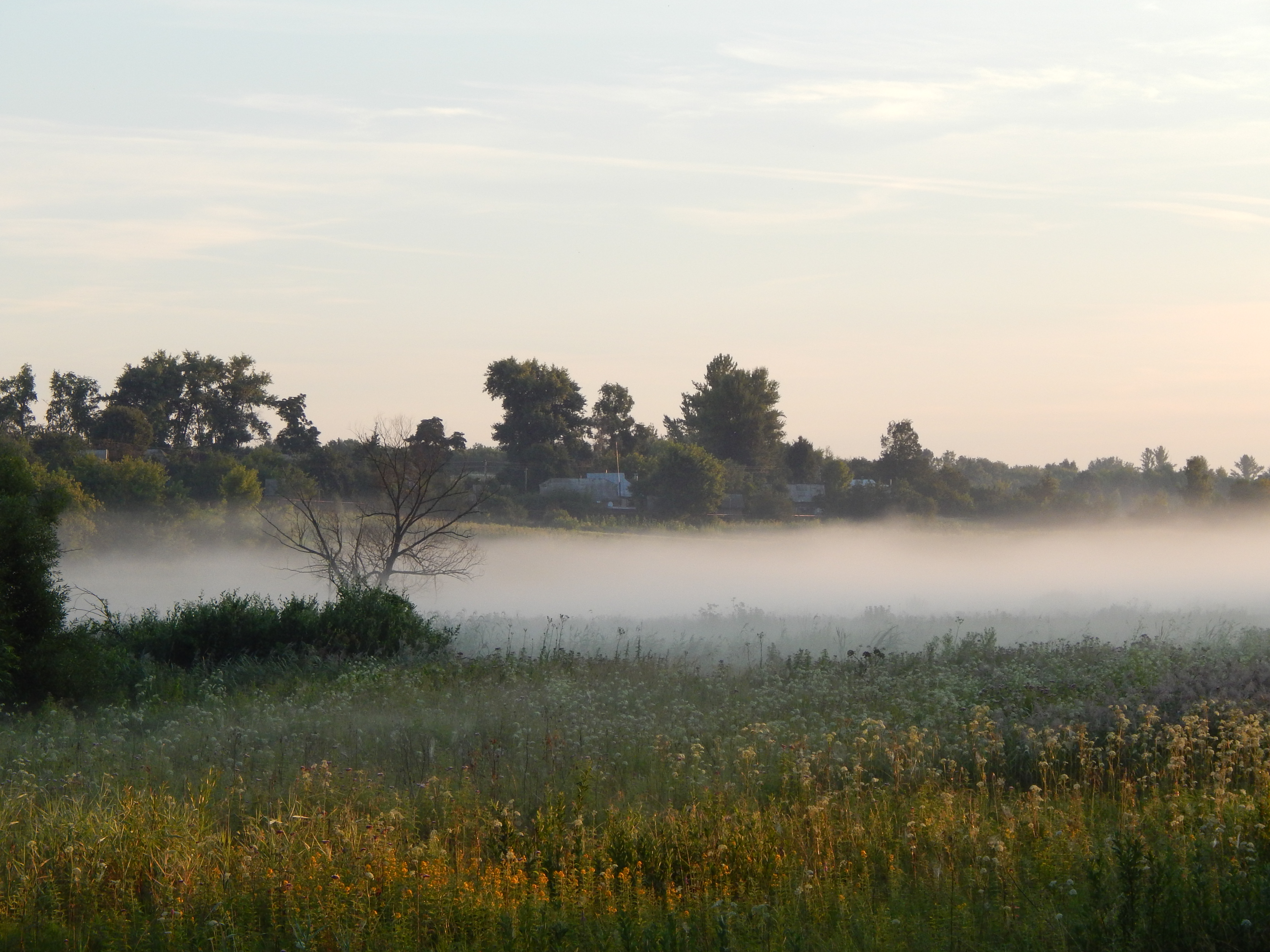
Туман на лузі